# Heidefriedhof (Halle)

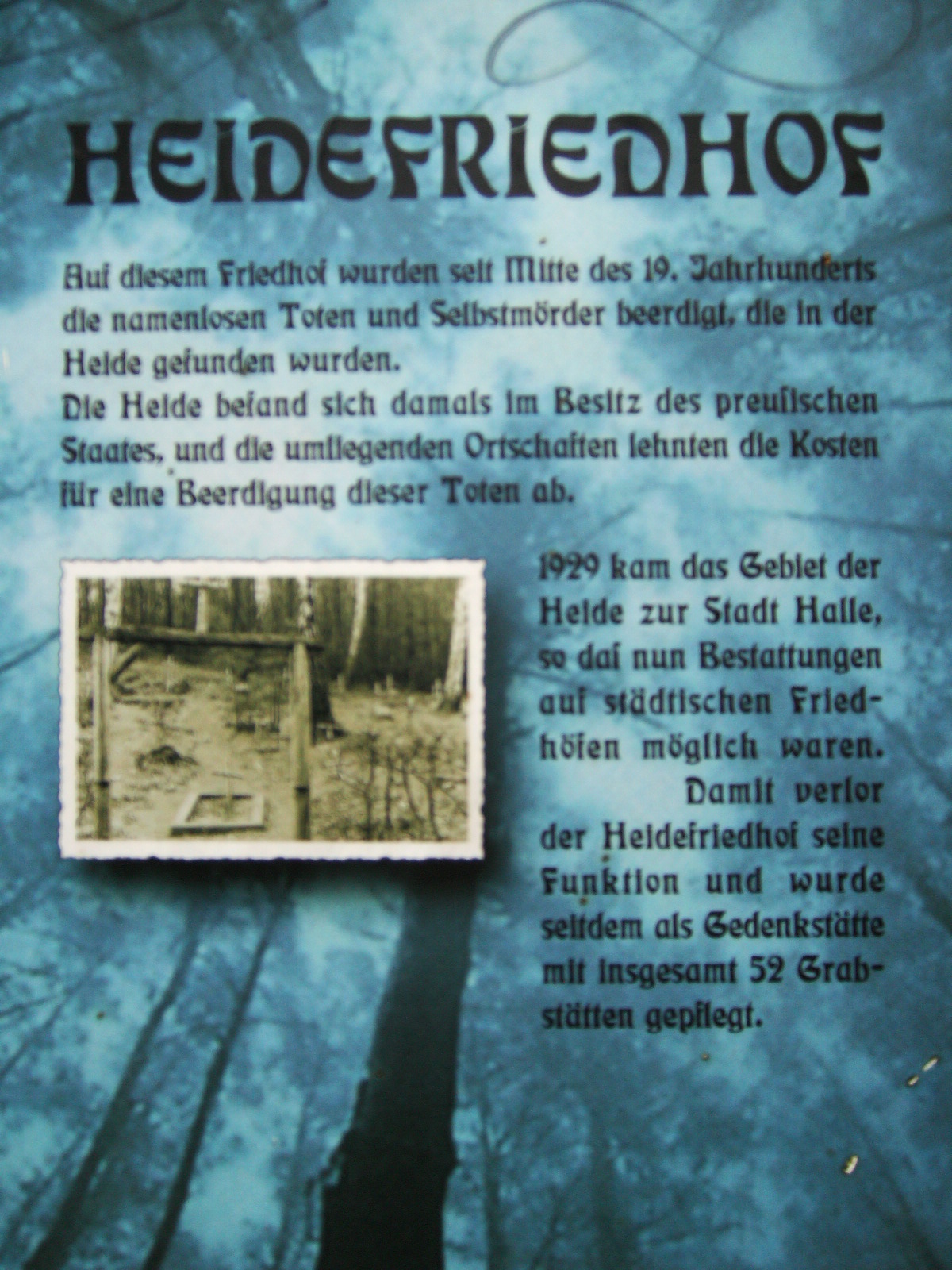
Hinweistafel zum Heidefriedhof

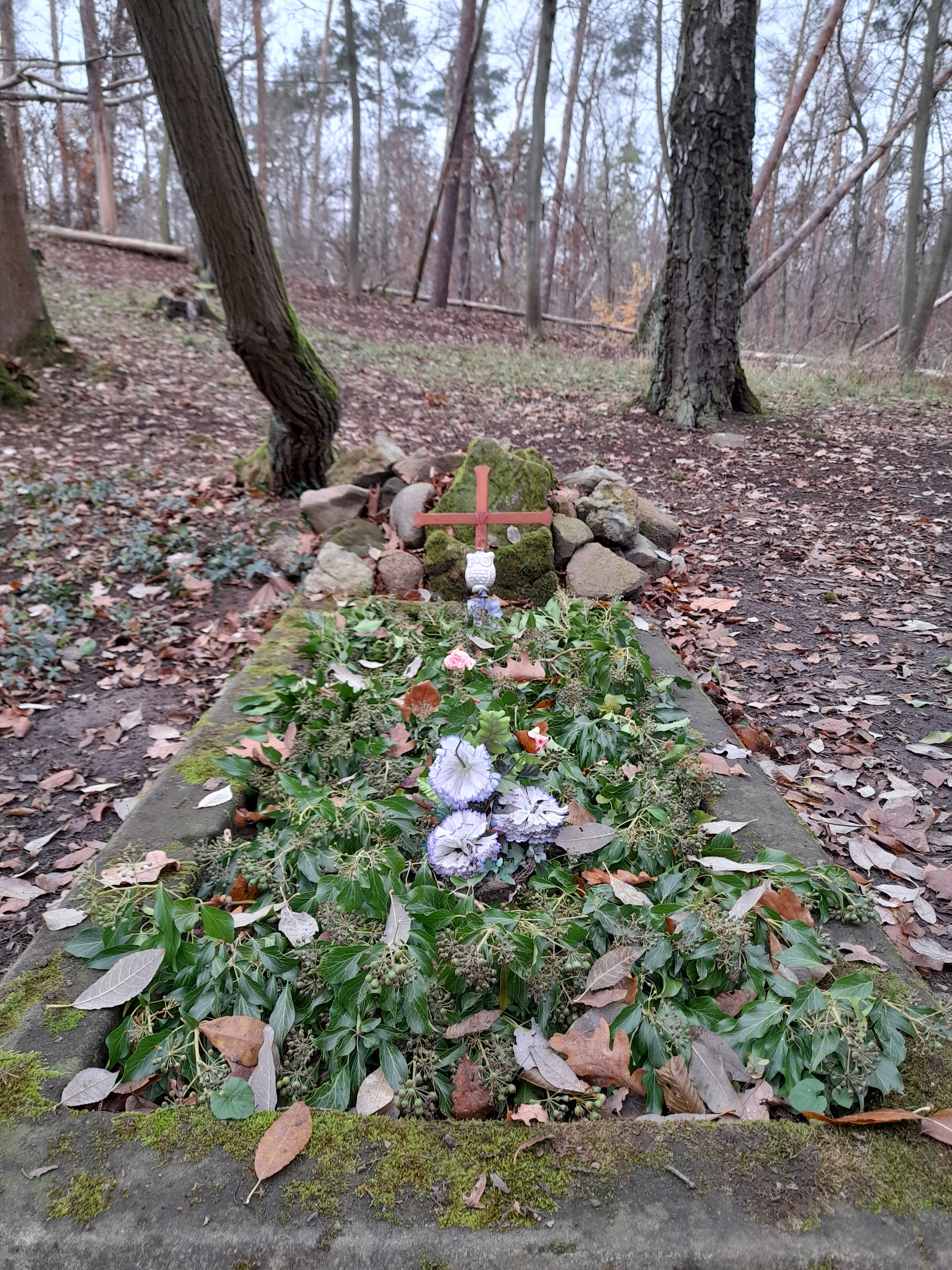
Grabstelle auf dem Heidefriedhof, 2021

Der Heidefriedhof ist eine ehemalige Friedhofsanlage in der Dölauer Heide, dem Stadtwald und heutigen Naherholungsgebiet von Halle (Saale).
Der Friedhof wurde Mitte des 19. Jahrhunderts angelegt und liegt im Nordosten der Dölauer Heide am Schwedenweg neben der Schwedenschanze. Er diente zur Bestattung von namenlosen Toten, die in der Dölauer Heide gefunden wurden. Dabei handelte es sich vor allem um Selbstmörder und Opfer von Gewaltverbrechen.
Während dieser Zeit war die Dölauer Heide im Besitz des Preußischen Staates. Die umliegenden Gemeinden weigerten sich, wegen der Kosten, die Toten auf ihren Friedhöfen zu bestatten. Es entstanden im Laufe der Zeit 52 Grabstätten. Seit 1893 wurde an Totensonntagen auch dieser namenlosen Toten gedacht. Der zuständige Förster ließ den Friedhof neu umzäunen und die Gräber wiederherrichten. Der Turnverein Friesen, von dem ein ehemaliges Mitglied dort bestattet ist, hat dessen Grab, später dann alle weiteren Gräber, zum Totenfest mit Blumen geschmückt und eine Trauerfeier unter freiem Himmel abgehalten. 1910 wurde gegenüber dem Friedhofeingang eine einfache Sandsteinbank des Bildhauers Schwerdtner aufgestellt, die eine Inschrift trägt:

„Im stillen Hain mit Gott allein, gedenk der Lieben, die bei ihm drüben.“

Die letzte Beerdigung soll 1920 stattgefunden haben. Seit 1929 gehört die Dölauer Heide der Stadt Halle und damit verlor auch der Friedhof seine Funktion. Die Bestattungen erfolgten nun auf den Halleschen Friedhöfen. Die Pflege des Heidefriedhofs übernahm der Heideverein. Nach dem Zweiten Weltkrieg verwahrloste der Friedhof immer mehr. Heute sind nur noch sehr wenige Grabstätten erhalten. Eine Hinweistafel informiert die Besucher der Heide kurz über die Geschichte des Friedhofs.